# 水磨镇 (旺苍县)
水磨镇，原为水磨乡，是中华人民共和国四川省广元市旺苍县下辖的一个乡镇级行政单位。2020年5月，撤销水磨乡、大河乡，设立水磨镇，以原水磨乡和原大河乡春笋村、柳垭村、白玉村、华丰村、火炬村以及原万山乡漆树村所属行政区域为水磨镇的行政区域。

## 行政区划
水磨镇下辖以下地区：
广福村、桥板村、百花村、火花村、群花村、代弓村和卢坝村。